# Methode Schnettler
Die Methode Schnettler ist ein Verfahren zur Unternehmensbewertung. Sie dient zur Bewertung ertragsschwacher bzw. sog. „unrentabler“ Unternehmen, deren zukünftige Gewinne keine angemessene Verzinsung des Substanzwertes erwarten lassen. 
Diese Unternehmen erwirtschaften buchhalterische Verluste, die in erster Linie durch die Abschreibungen des Sachanlagevermögens entstehen. Im Falle des Erwerbs dieses Unternehmens würden diese hohen Abschreibungen entfallen, da der gedachte Erwerber die erworbenen Wirtschaftsgüter lediglich zu den anteiligen Anschaffungskosten bilanzieren würde. In der Konsequenz dieser Überlegung erhöht die erwartete Abschreibungsersparnis nach einem Erwerbsvorgang den nachhaltig erzielbaren Ertragsüberschuss, dessen Ertragswert den Unternehmenswert darstellt.